# Kemerkaya, Bolvadin
Kemerkaya là một thị trấn thuộc huyện Bolvadin, tỉnh Afyonkarahisar, Thổ Nhĩ Kỳ. Dân số thời điểm năm 2011 là 1.995 người.